# شربت‌گل
شربت‌گل (به پشتو: شربت ګله) با نام اصلی شَربَت‌گُل زمانی یک زن افغان است که تصویرش به‌عنوان دختر افغان بر روی جلد مجلهٔ نشنال جئوگرافیک قرار گرفت و پس از آن به شهرتی بین‌المللی رسید. این تصویر در سال ۱۹۸۴ توسط استیو مک‌کری گرفته شد و بعداً به عنوان عکس روی جلد شمارهٔ ژوئن ۱۹۸۵ نشنال جئوگرافیک منتشر شد. شربت‌گل به عنوان یک پناهندهٔ افغان، از جنگ شوروی و افغانستان به پاکستان گریخته بود و در آنجا اقامت داشت که توسط استیو مک‌کری از او عکاسی شد. . علی‌رغم شهرت جهانی عکس، هویت شربت‌گل تا سال ۲۰۰۲ ناشناخته باقی ماند تا اینکه محل اختفای او تأیید شد و برای دومین بار در زندگی‌اش از او عکاسی شد. شربت‌گل که به مدت ۳۵ سال در پاکستان زندگی و تشکیل خانواده داده بود، در سال ۲۰۱۶ توسط مقامات پاکستانی دستگیر و متعاقباً در سال ۲۰۱۷ به اتهام داشتن مدارک هویتی جعلی به افغانستان بازگردانده شد. با این حال، در نوامبر ۲۰۲۱، سه ماه پس از تسلط مجدد طالبان بر افغانستان، شربت‌گل از کشور ایتالیا پناهندگی گرفت و اکنون ساکن این کشور است.

## اوایل زندگی
شربت‌گل در حدود سال ۱۹۷۲ در یک خانوادهٔ پشتون به دنیا آمد. در اوایل دههٔ ۱۹۸۰، روستای او مورد حملهٔ هلیکوپترهای شوروی قرار گرفت و در ابتدا گزارش شد که در جریان این حملات والدینش کشته شدند. خواهران، برادران و مادربزرگ او به پاکستان به اردوگاه پناهندگان نصیر باغ در مرز با افغانستان نقل مکان کردند. با این حال، شربت‌گل گزارش‌های قبلی را تصحیح کرد و اظهار داشت که مادرش بر اثر آپاندیسیت فوت کرده و پدرش زمانی که به پاکستان نقل مکان کردند زنده بوده است.

## عکسدختر افغان

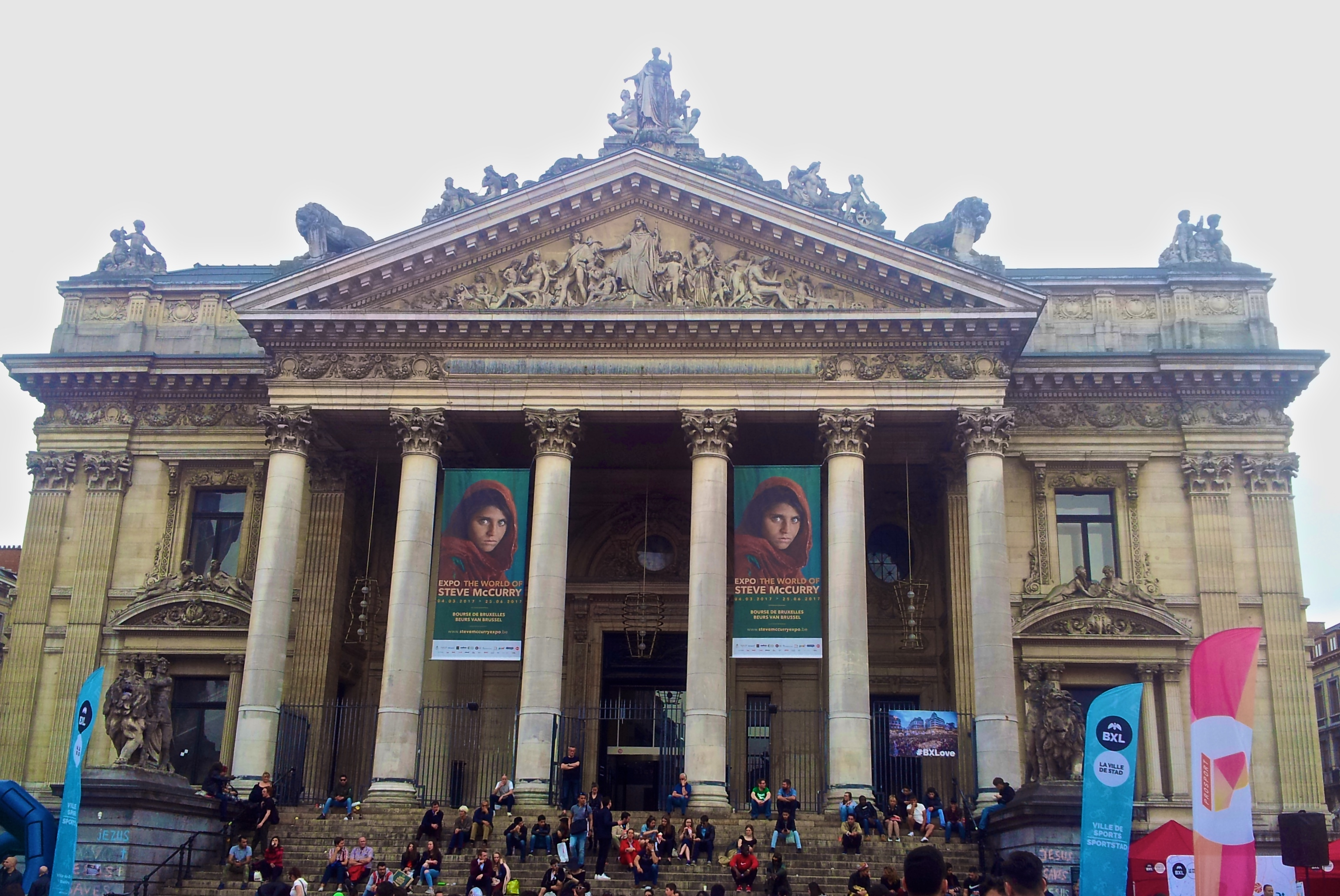
شربت‌گل در بروکسل، ۲۰۱۷

در سال ۱۹۸۴، استیو مک‌کری، عکاس نشنال جئوگرافیک، برای ثبت آثار جنگ به افغانستان سفر کرد و از کمپ‌های پناهجویان که بسیاری از آنها در مرز افغانستان و پاکستان بودند، بازدید کرد. زمانی که مک‌کری در آنجا بود، عکسی را گرفت که قرار بود به یکی از نمادین‌ترین عکس‌های روی جلد برای نشنال جئوگرافیک تبدیل شود. در حالی که شربت‌گل در کمپ پناهندگان در پاکستان به مدرسه می‌رفت، مک‌کری از او و دختران دیگر عکس گرفت. بعداً ادعا شد که مک‌کری برای گرفتن این عکس‌ها، اجازه نداشته‌است زیرا براساس فرهنگ پشتون‌ها، زنان نباید چهرهٔ خود را به مردان خارج از خانواده نشان دهند.
در ابتدا سردبیر مجله تمایلی به استفاده از این تصویر نداشت، اما در نهایت تسلیم شد و یک تصویر روی جلد منتشر کرد که دختر افغان نام داشت. این عکس که در ژوئن ۱۹۸۵ منتشر شد، دختری را با چشمانی سبز نشان می‌دهد که مستقیماً به لنز نگاه می‌کند، و این تصویر به نمادی از درگیری افغانستان و مشکلات پناهندگان در سراسر جهان تبدیل شد.
این تصویر تنها تصویری است که سه بار روی جلد نشنال جئوگرافیک استفاده شده است. اولین بار ژوئن ۱۹۸۵ بود. بار دوم پس از شناسایی او، هفده سال بعد، در شمارهٔ آوریل ۲۰۰۲. و سومین بار در سال ۲۰۱۳، در شماره‌ای با عنوان «مسئلهٔ عکس»، به مناسبت صد و بیست و پنجمین سالگرد نشنال جئوگرافیک.
شربت‌گل موضوع یک مستند تلویزیونی به نام جستجوی دختر افغان بود که در مارس ۲۰۰۲ پخش شد.
شربت‌گل در مصاحبه‌ای با لا رپوبلیکا در سال ۲۰۲۲ احساسات خود را در مورد این عکس به اشتراک گذاشت: «آن عکس مشکلات زیادی برای من ایجاد کرد ... ترجیح می‌دادم هرگز گرفته نمی‌شد. آن روز را به خوبی به یاد دارم، آن عکاسی که آمد در مکتب کمپ نصیر باغ. من بچه بودم. عکس‌ها را دوست نداشتم. در فرهنگ افغانستان زنان در عکس‌ها حضور ندارد. اما انتخاب زیادی وجود نداشت».

## ازدواج و زندگی خانوادگی
در اواسط دههٔ ۱۹۸۰، در سن ۱۳ سالگی با رحمت‌گل که یک نانوا بود ازدواج کرد و در سال ۱۹۹۲ به افغانستان بازگشت. در سال ۲۰۰۲، شربت‌گل سه دختر به نام‌های رابین، زاهد و آلیان داشت - دختر چهارم او اندکی پس از تولد درگذشت. بعدها صاحب یک پسر شد. شوهرش در حدود سال ۲۰۱۲ بر اثر هپاتیت سی درگذشت. او ابراز امیدواری کرد که فرزندانش بتوانند تحصیل کنند.
او در پاسخ به این سوال که آیا تا به حال احساس امنیت کرده‌است، پاسخ داد: «نه. اما زندگی تحت طالبان بهتر بود. حداقل صلح و نظم وجود داشت». وقتی از او پرسیده شد که چگونه زنده مانده است، او پاسخ داد که این «خواست خدا» بود.

## شناسایی شربت‌گل
هویت این دختر بیش از ۱۷ سال ناشناخته بود. در دههٔ ۱۹۹۰، مک‌کری چندین تلاش ناموفق برای پیدا کردن نام دختر انجام داد. در ژانویه‌ٔ ۲۰۰۲، یک تیم از نشنال جئوگرافیک به رهبری استیو مک‌کری برای یافتن او به افغانستان سفر کردند. در طی این جستجو چندین زن و مرد خود را شربت‌گل یا همسر او معرفی می‌کردند.در نهایت، شربت‌گل از طریق یکی از ساکنان کمپ که برادرش را می‌شناخت ردیابی شد. هویت او توسط جان داگمن با استفاده از نرم‌افزار تشخیص عنبیه تأیید شد.
شربت‌گل که یک مسلمان معتقد است، معمولاً برقع می‌پوشد و در ملاقات با مک‌کری مردد بود، زیرا او مردی خارج از خانواده بود. شربت‌گل نمی‌دانست که چهره‌اش در طول سال‌های گذشته چقدر در سطح جهانی نمادین شده است. وقتی از او پرسیده شد که چه احساسی نسبت به عکس دارد، پاسخ داد: «خیلی متعجب شدم [چون] از کودکی به رسانه و عکس گرفتن علاقه نداشتم. ابتدا نگران تبلیغاتی شدن عکسم بودم، اما وقتی فهمیدم که من عامل حمایت و کمک برای بسیاری از مردم و پناهندگان بوده‌ام، خوشحال شدم».
پس از یافتن شربت‌گل، نشنال جئوگرافیک هزینه‌های درمان خانوادهٔ او و سفر حج را تأمین کرد.

## اخراج از پاکستان و مهاجرت به ایتالیا
در سال ۲۰۱۵، روزنامه‌های پاکستانی گزارش دادند که ادارهٔ ملی پایگاه داده و ثبت (NADRA) کارت شناسایی ملی رایانه‌ای شربت‌گل و دو پسرش را لغو کرده است. گزارش‌ها ادعا می‌کردند که این کارت‌ها به صورت غیرقانونی صادر شده‌اند. یک منبع گفته بود «ممکن است آنها پسران او نباشند، اما این یک رویهٔ رایج در میان پناهجویان افغان است که به موجب آن نام افراد غیر خویشاوند را به عنوان فرزندان خود برای دریافت مدارک ذکر می‌کنند». یکی از بستگانش گفت که این خانواده در پاکستان زندگی می‌کنند، اما ما بسته به وضعیت امنیتی بین پاکستان و افغانستان رفت و آمد داریم.
در ۲۶ اکتبر ۲۰۱۶، آژانس تحقیقات فدرال پاکستان شربت‌گل را به دلیل زندگی در پاکستان با مدارک جعلی دستگیر کرد. او به پانزده روز بازداشت، جریمهٔ نقدی، و اخراج از پاکستان محکوم شد. وی پس از ۳۵ سال اقامت در پاکستان، به افغانستان برگردانده‌شد. این تصمیم توسط سازمان عفو بین‌الملل به عنوان نمادی از رفتار ظالمانهٔ پاکستان با پناهجویان افغان مورد انتقاد قرار گرفت.
او در بازداشتگاهی در شهر پیشاور پاکستان به سر می‌برد و دادگاه برای او ۱۵ روز زندان تعیین کرد و قرار شد در پایان ۱۵ روز او از پاکستان اخراج شود. شربت گل، قبل از ختم دورهٔ ۱۵ روز، به منظور مداوا به شفاخانه‌ای منتقل شده بود.
شربت‌گل و فرزندانش در کابل مورد استقبال اشرف غنی رئیس جمهور وقت و حامد کرزی رئیس جمهور پیشین در ارگ ریاست جمهوری قرار گرفتند. دولت قول داد از او حمایت مالی کند. در دسامبر ۲۰۱۷ از طرف دولت افغانستان، خانه‌ای در کابل برای او و فرزندانش مهیا شد و ماهیانه ۷۰۰ دلار نیز کمک‌هزینهٔ ماهیانه برای هزینه‌های زندگی و پزشکی در اختیارش قرار گرفت.
پس از تصرف کابل توسط طالبان در سال ۲۰۲۱، طالبان زنان سرشناس مانند شربت‌گل را تهدید یا ارعاب کردند.  به درخواست او، در پایان نوامبر ۲۰۲۲۱ به ایتالیا گریخت و در آنجا پناهنده شد.

## فرهنگ عامه

### موسیقی
گروه متال فنلاندی نایت‌ویش در آلبوم سال ۲۰۱۵ خود قطعه‌ای با عنوان «چشم‌های شربت‌گل» را به او تقدیم کردند. در آلبوم Here Be Dragons، اثر The Kilimanjaro Darkjazz Ensemble آهنگی به نام «شربت‌گل» وجود دارد.

### شعر
در سال ۲۰۱۷، نیوانگلند ریویو اثر جدیدی از جرترود اشناکنبرگ را با عنوان «دختر افغان» منتشر کرد که نویسنده از سال ۲۰۱۲ شروع به سرودن آن کرده بود.